# Daniel Suárez
Daniel Alejandro Suárez Garza (Monterrey, 7 gennaio 1992) è un pilota automobilistico messicano naturalizzato statunitense, attivo nella NASCAR Cup Series con la Trackhouse Racing.
Gareggia a tempo pieno nella NASCAR Cup Series, guidando la Chevrolet ZL1 numero 99 per la Trackhouse Racing e part-time nella NASCAR Xfinity Series, guidando la Chevrolet Camaro numero 14 per la SS-Green Light Racing in partnership con la Kaulig Racing e la Camaro numero 36 per la DGM Racing. In precedenza ha guidato nella NASCAR Toyota Series in Messico per la Telcel Racing e nella NASCAR K&N Pro Series East per la Rev Racing come membro del programma Drive for Diversity. Suárez è stato campione della NASCAR Xfinity Series 2016 con la Joe Gibbs Racing, diventando così il primo pilota non statunitense a vincere un importante campionato della NASCAR National Series.

## Biografia

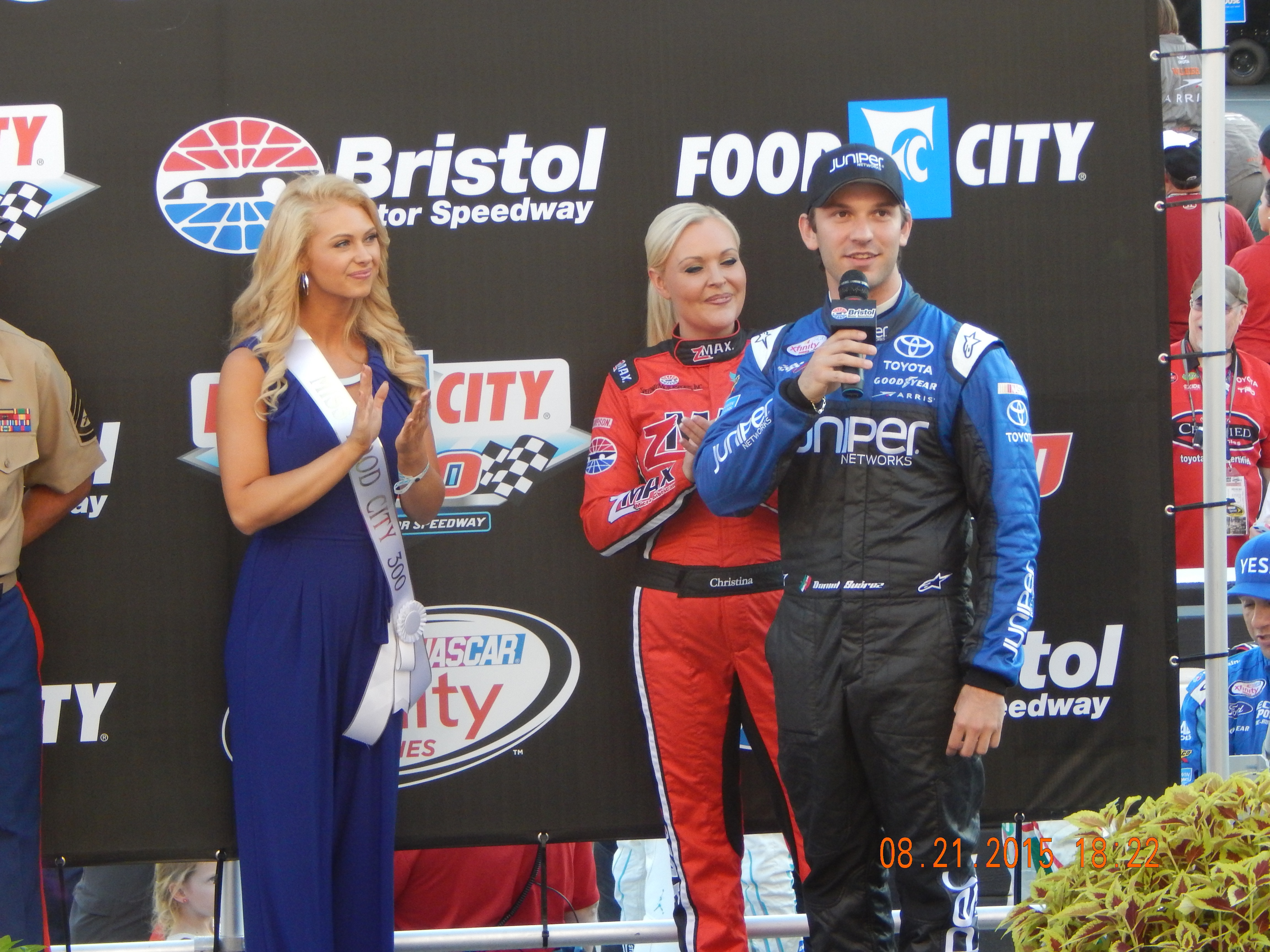
Suárez (a destra) al Bristol Motor Speedway nel 2015

Nato a Monterrey, Nuevo León, Suárez ha iniziato la sua carriera agonistica nel karting nel 2002, dove, nel 2007, vince il campionato di classe. Nel 2008 è passato alla categoria preliminare della NASCAR Mexico, Mini-Stocks, dove è diventato il pilota più giovane a vincere una gara. Successivamente, è passato alla NASCAR Mexico Series nel 2010, guidando per la Telcel Racing e vincendo il titolo di Rookie of the Year della serie. Nel 2011, Suárez ha partecipato al Toyota All-Star Showdown all'Irwindale Speedway, classificandosi 11º, risultando il pilota messicano con il miglior piazzamento nell'evento. Nella NASCAR Mexico Series del 2011 ha concluso la stagione con tre pole e un podio, classificandosi nono in classifica. Contemporaneamente, ha partecipato a 7 gare della NASCAR K&N Pro Series East.
Nel 2012, ha alternato tra la Mexico Series e la K&N Pro Series East. In Messico, ha condotto la classificata per la maggior parte della stagione e ha partecipato all'ultima gara dell'anno in lizza per il campionato, ma è finito terzo, ottenendo solo due vittorie. Nella K&N Pro Series East, ha concluso al sedicesimo posto nella classifica generale, ottenendo 3 piazzamenti in top-10 in nove gare.
Suárez ha gareggiato per l'intera stagione nella K&N Pro Series East nel 2013, guidando una Toyota per la Rev Racing. Ha ottenuto la sua prima vittoria nella serie al Columbus Motor Speedway, oltre ad aver registrato sei piazzamenti in top-5 e nove in top-ten sulla sua strada verso il terzo posto nella classifica del campionato. Nel frattempo, è arrivato secondo nella NASCAR Toyota Series ottenendo 3 vittorie e cinque podi nella stagione. Suárez è stato anche nominato nel programma Drive for Diversity della NASCAR durante la stagione 2013.
Nel 2014, Suárez è tornato alla K&N East e alla Toyota Series, vincendo le prime due gare della stagione della K&N East e la prima della Toyota Series. Ad aprile, è stato selezionato dalla Joe Gibbs Racing per fare il suo debutto nella Nationwide Series al Richmond International Raceway, guidando la Toyota numero 20 del team; dove ha concluso 19º.

### L'esperienza in Joe Gibbs Racing (2015-2018)

#### 2015
Nell'agosto 2014, è stato annunciato che Suárez avrebbe gareggiato a tempo pieno nella NASCAR Xfinity Series 2015 guidando la Toyota numero 18 per la Joe Gibbs Racing e che avrebbe anche corso un programma parziale nella NASCAR Camping World Truck Series 2015 guidando la Toyota numero 51 per Kyle Busch Motorsports.
Il 4 luglio 2015, Suárez ha conquistato la pole nella Xfinity Series alla Subway Firecracker 250 a Daytona, la sua prima pole in carriera. Suárez ha poi conquistato altre 2 pole in Iowa e Kentucky, oltre ad aver conquistato sua prima pole anche nell'ARCA, in Kansas. Suárez ha, in più, vinto il titolo di rookie dell'anno superando Bubba Wallace con un solo piazzamento nella top ten nella classifica generale. Suárez ha infine concluso la stagione al 5º posto in classifica.

#### 2016: il titolo nella Xfinity Series

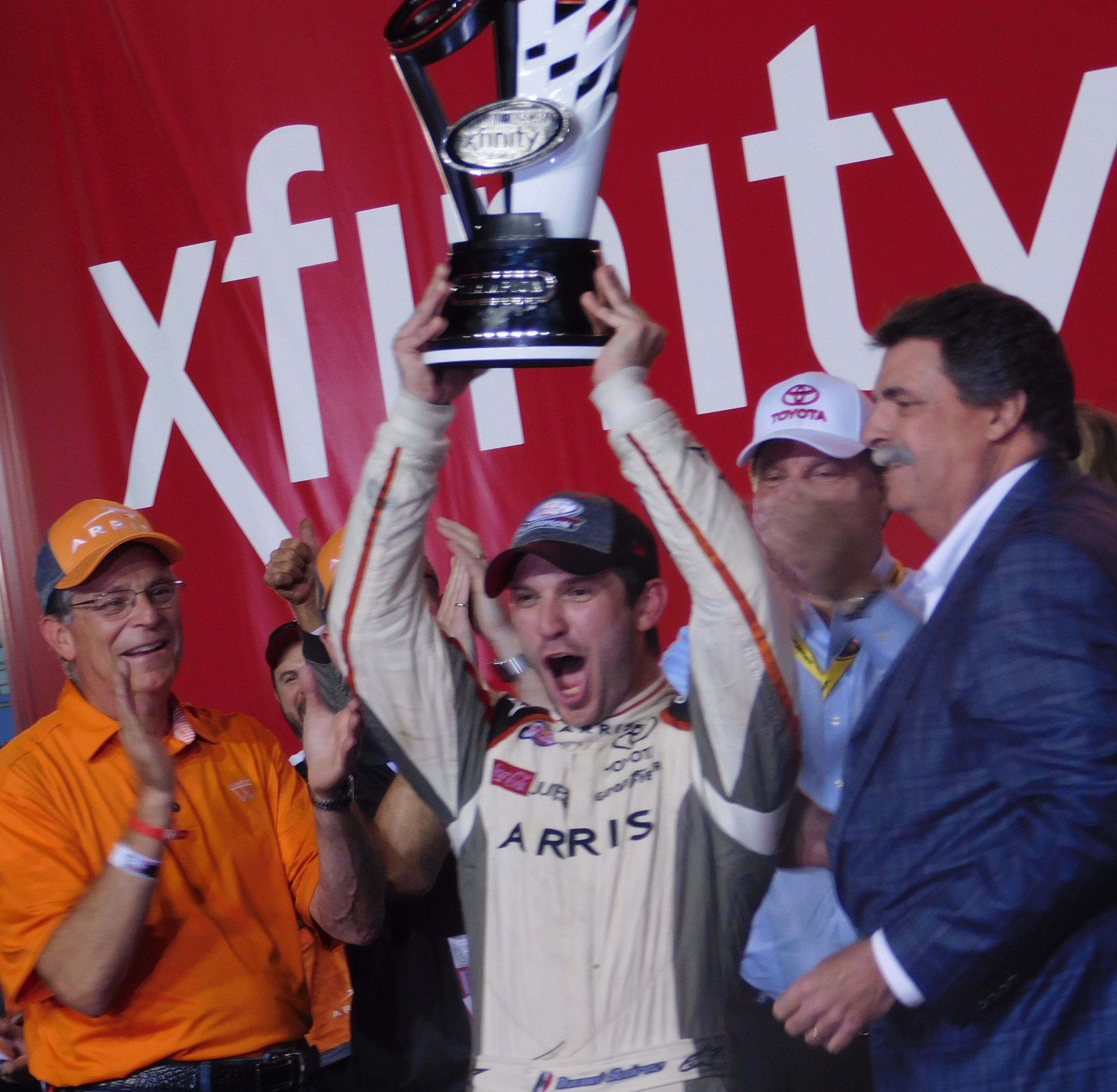
Suárez dopo aver conquistato il titolo di campione della NASCAR Xfinity Series 2016

Nel 2016, il numero di vettura di Suárez nella Xfinity Series è stato spostato al 19. Ha vinto la sua prima gara della stagione in Michigan, superando Kyle Busch all'ultimo giro, diventando il primo pilota nato in Messico a vincere in una serie nazionale di touring NASCAR. Suárez ha vinto la sua seconda gara il Round of 12 nella Chase a Dover in ottobre. Con questa vittoria, è così passato al Round of 8. A novembre, Suárez ha vinto la sua prima gara della Camping World Truck Series a Phoenix, prendendo il comando alla fine della gara dopo che William Byron ha perso un motore. Nella gara di fine stagione della Xfinity Series a Homestead, Suárez ha dominato la gara e ha preso il comando alla ripartenza finale con 2 giri alla fine per vincere il suo primo campionato della Xfinity Series: Suárez è diventato quindi il primo pilota non statunitense a vincere un campionato nazionale NASCAR.

#### 2017: Il passaggio alla Cup Series
Dopo il ritiro di Carl Edwards, Suárez fu scelto per guidare la Toyota numero 19 sponsorizzata da Arris / Stanley Tools per il team JGR. Venne accoppiato con il capo meccanico Dave Rogers. Al debutto ufficiale avvenuto nell'Advance Auto Parts Clash, è arrivato ottavo partito 16º. Suárez ottenne un paio di settimi posti a Phoenix e all'Auto Club. Poco prima della gara di Martinsville, il capo meccanico di Suárez, Rogers, ha deciso di prendersi un periodo di aspettativa a tempo indeterminato. Sostituito da Scott Graves, il capo meccanico di Suárez quando durante la Xfinity Series 2016, a maggio Suárez ha vinto la tappa finale del Monster Energy Open, che gli permise di avanzare all'All-Star Race. A giugno, Suárez ha iniziato il mese finendo sesto, il miglior risultato della sua carriera, all'appuntamento a Dover. Più avanti nel mese, Suárez si è trasferito alla MDM Motorsports alla gara al Sonoma Raceway nella K&N Pro Series West, risultando il suo debutto personale sia quello della scuderia nella serie. Dopo essersi qualificato settimo, ha terminato 11º. Più avanti nell'estate, Suárez ha ottenuto quattro piazzamenti consecutivi al settimo posto o meglio, tra cui un terzo posto a Watkins Glen e un vincitore dello Stage 2 sul leader della gara Martin Truex Jr.
Durante la stagione, Suárez è stato coinvolto in una controversia da parte di uno dei suoi sponsor, Subway: durante un evento pubblicitario con l'aiuto della NBC Sports al New Hampshire Motor Speedway a luglio, Suárez ha distribuito gratuitamente delle Dunkin' Donuts ai fan che campeggiavano nell'infield e nelle aree circostanti la pista. Quasi due mesi dopo, Subway decise di stracciare il contratto prima ancora dell'inizio dell'ultima gara rimasta. Dopo l'annuncio, il proprietario di Camping World Marcus Lemonis ha twittato la sua intenzione di sponsorizzare Suárez, la quale ha avuto luogo all'Alabama 500 al Talladega Superspeedway. Suárez ha anche corso 14 gare della Xfinity Series con un miglior piazzamento al secondo posto nella gara autunnale di Bristol, dietro al suo compagno di squadra Kyle Busch.

#### 2018
Durante la stagione 2018, Suárez ha conquistato la sua prima pole della Cup Series a Pocono, dopo che i tempi di qualificazione di Kevin Harvick e Kyle Busch sono stati annullati a seguito di un'ispezione, ottenendo il secondo miglior posto in gara della sua carriera nella Cup Series. Tuttavia, ha lottato per rimanere costante durante tutta la stagione con tre piazzamenti nella top-five e nove piazzamenti nella top-10. Il 9 ottobre 2018, Rogers è ritornato come capo squadra di Suárez.
Il 21 settembre 2018, è stato riferito che Suárez avrebbe rimosso tutti i riferimenti alla Joe Gibbs Racing dal suo profilo Twitter, suggerendo che sarebbe uscito dal team entro la fine della stagione 2018. Il 7 novembre 2018, è stato annunciato che Suárez sarebbe stato sostituito da Martin Truex Jr. per la stagione 2019.